# KkStB 360
| ÖNWB XVIIa,b,d / kkStB 360, 360.100, 360.500 / BBÖ 360, 360.1, 360.5 / ÖBB 254, 354 | ÖNWB XVIIa,b,d / kkStB 360, 360.100, 360.500 / BBÖ 360, 360.1, 360.5 / ÖBB 254, 354 | ÖNWB XVIIa,b,d / kkStB 360, 360.100, 360.500 / BBÖ 360, 360.1, 360.5 / ÖBB 254, 354 | ÖNWB XVIIa,b,d / kkStB 360, 360.100, 360.500 / BBÖ 360, 360.1, 360.5 / ÖBB 254, 354 | ÖNWB XVIIa,b,d / kkStB 360, 360.100, 360.500 / BBÖ 360, 360.1, 360.5 / ÖBB 254, 354 | ÖNWB XVIIa,b,d / kkStB 360, 360.100, 360.500 / BBÖ 360, 360.1, 360.5 / ÖBB 254, 354 |
| ----------------------------------------------------------------------------------- | ----------------------------------------------------------------------------------- | ----------------------------------------------------------------------------------- | ----------------------------------------------------------------------------------- | ----------------------------------------------------------------------------------- | ----------------------------------------------------------------------------------- |
| kein Bild vorhanden                                                                 |                                                                                     |                                                                                     |                                                                                     |                                                                                     |                                                                                     |
| Technische Daten                                                                    |                                                                                     |                                                                                     |                                                                                     |                                                                                     |                                                                                     |
|                                                                                     | XVIIa                                                                               | XVIIb                                                                               | XIVd 286                                                                            | XVIId 287                                                                           | XVIId 288                                                                           |
| Bauart                                                                              | 1C-n2                                                                               | 1C-n2v                                                                              | 1C-n2                                                                               | 1C-h2                                                                               | 1C-h2                                                                               |
| Zylinder-Ø                                                                          | 470 mm                                                                              | 470/720 mm                                                                          | 470 mm                                                                              | 470 mm                                                                              | 470 mm                                                                              |
| Kolbenhub                                                                           | 632 mm                                                                              | 632 mm                                                                              | 632 mm                                                                              | 632 mm                                                                              | 632 mm                                                                              |
| Treibrad-Ø                                                                          | 1404 mm                                                                             | 1404 mm                                                                             | 1404 mm                                                                             | 1404 mm                                                                             | 1404 mm                                                                             |
| Laufrad-Ø vorne                                                                     | 1009 mm                                                                             | 1009 mm                                                                             | 1009 mm                                                                             | 1009 mm                                                                             | 1009 mm                                                                             |
| Laufrad-Ø hinten                                                                    | –                                                                                   | –                                                                                   | –                                                                                   | –                                                                                   | –                                                                                   |
| fester Radstand                                                                     | 3570 mm                                                                             | 3570 mm                                                                             | 3570 mm                                                                             | 3570 mm                                                                             | 3570 mm                                                                             |
| Gesamtradstand                                                                      | 6170 mm                                                                             | 6170 mm                                                                             | 6170 mm                                                                             | 6170 mm                                                                             | 6170 mm                                                                             |
| Gesamtradstand + Tender                                                             | 12559 mm                                                                            | 12559 mm                                                                            | 12657 mm                                                                            | 12657 mm                                                                            | 12657 mm                                                                            |
| Heizfl. d. Rohre                                                                    | 147,2 m²                                                                            | 147,2 m²                                                                            | 163,5 m²                                                                            | 123,7 m²                                                                            | 118,9 m²                                                                            |
| Heizfl. d. Feuerbüchse                                                              | 11,7 m²                                                                             | 11,7 m²                                                                             | 13,0 m²                                                                             | 13,0 m²                                                                             | 13,0 m²                                                                             |
| Rostfl.                                                                             | 2,70 m²                                                                             | 2,70 m²                                                                             | 2,90 m²                                                                             | 2,90 m²                                                                             | 2,90 m²                                                                             |
| Dampfdruck                                                                          | 13,0                                                                                | 13,0                                                                                | 13,0                                                                                | 13,0                                                                                | 13,0                                                                                |
| Tender                                                                              | 49                                                                                  | 49                                                                                  | 49                                                                                  | 49                                                                                  | 49                                                                                  |
| Gewicht (leer)                                                                      | 50,70 t                                                                             | 50,70 t                                                                             | 49,20 t                                                                             | 49,20 t                                                                             | 49,20 t                                                                             |
| Adhäsionsgewicht                                                                    | 42,00 t                                                                             | 42,00 t                                                                             | 42,60 t                                                                             | 42,60 t                                                                             | 42,60 t                                                                             |
| Dienstgewicht                                                                       | 55,20 t                                                                             | 55,20 t                                                                             | 55,30 t                                                                             | 55,20 t                                                                             | 55,20 t                                                                             |
| Dienstgewicht + Tender                                                              | 87,50 t                                                                             | 87,50 t                                                                             | 87,60 t                                                                             | 87,50 t                                                                             | 87,50 t                                                                             |
| Wasser                                                                              | 11,8 m³                                                                             | 11,8 m³                                                                             | 11,8 m³                                                                             | 11,8 m³                                                                             | 11,8 m³                                                                             |
| Kohle                                                                               | 6,3 m³                                                                              | 6,3 m³                                                                              | 6,3 m³                                                                              | 6,3 m³                                                                              | 6,3 m³                                                                              |
| Länge                                                                               | 9,807 m                                                                             | 9,807 m                                                                             | 10,302 m                                                                            | 10,302 m                                                                            | 10,302 m                                                                            |
| Länge + Tender                                                                      | 16,056 m                                                                            | 16,056 m                                                                            | 16,551 m                                                                            | 16,551 m                                                                            | 16,551 m                                                                            |
| Höhe                                                                                | 4,570 m                                                                             | 4,570 m                                                                             | 4,566 m                                                                             | 4,566 m                                                                             | 4,566 m                                                                             |
| Vmax                                                                                | 60 km/h                                                                             | 65 km/h                                                                             | 60 km/h                                                                             | 60 km/h                                                                             | 60 km/h                                                                             |

Die Dampflokomotivreihe kkStB 360 waren Eilgüterzug-Lokomotiven der k.k. Staatsbahnen (kkStB), die ursprünglich von der Österreichischen Nordwestbahn (ÖNWB) und der Süd-Norddeutschen Verbindungsbahn (SNDVB) stammten.
Die ÖNWB wollte Lokomotiven anschaffen, die Güterzüge mit 60 km/h befördern konnte und auch in der Lage war, Personen- und Eilzüge zu bespannen.
Die Lokomotivfabrik Floridsdorf lieferte zunächst 1901 acht Stück Verbundmaschinen (ÖNWB-Reihe XVIIb) und 1902 vier Stück Nassdampflokomotiven (ÖNWB-Reihe XVIIa).
Da sich die Verbundmaschinen besser bewährten, wurden 1904 weitere acht Stück dieser Type nachbeschafft.
Als weitere Versuchstypen wurden 1906 von der Lokomotivfabrik der StEG die als Reihe XVIId der SNDVB bezeichneten Maschinen mit den Nummern 286–288 geliefert.
Die 286 war eine Nassdampfmaschine, die beiden anderen hatten einen Clench-Gölsdorf-Dampftrockner eingebaut.
Keine dieser Bauarten wurde weiterverfolgt, da die Heißdampflokomotiven Reihe XVIIc bestellt wurden.
Nach der Verstaatlichung 1909 bezeichnete die kkStB die Reihen XVIIa und XVIIb als Reihe 360 mit den Nummern 01–04 bzw. 11–26, die XVIId 286 als 360.100 sowie die XVIId 287 und 288 als 360.500 und 501.
Die 360.23 kam nach dem Ersten Weltkrieg als FS 606.001 an Italien, alle anderen Maschinen kamen zur BBÖ, die die Bezeichnung beibehielt.
Die BBÖ schieden viele Maschinen dieser Reihe aus, darunter die 360.5.
Die 360.01 und 02 kamen als 254.201 und 202 zur ÖBB und wurden 1953 und 1957 ausgeschieden.
Die 360.15 und 21 kamen nach dem Zweiten Weltkrieg als JDŽ 136-001 und 002 nach Jugoslawien,
die 360.17 und 19 bildeten bei der ÖBB die Reihe 354 mit den Nummern 306 und 308, die 1956 und 1958 ausgemustert wurden.